# Véronique d'Allioni
Veronica allionii
Espèce
Classification phylogénétique
La Véronique d'Allioni (Veronica allionii Vill.) est une petite plante à fleurs bleues, endémique du sud des Alpes occidentales. Elle appartient au genre Veronica et à la famille des Plantaginacées (les véroniques étaient auparavant classées parmi les Scrofulariacées). Les fleurs forment des racèmes à l'apparence d'épis, comme les espèces voisines que sont Veronica officinalis et surtout Veronica spicata, avec lesquelles la plante peut être facilement confondue. Mais elle est quasiment glabre, alors que les deux autres sont beaucoup plus velues.
La plante a été dédiée par Dominique Villars au botaniste piémontais du XVIIIe siècle Carlo Allioni, auteur d'une très belle Flora pedemontana (1785). Autres noms parfois utilisés : thé des Alpes, thé de Suisse, tisane des chamois. Ces noms sont liés au fait que la plante est utilisée pour faire des tisanes apéritives et digestives, considérées comme efficaces contre la toux et les refroidissements.

## Description

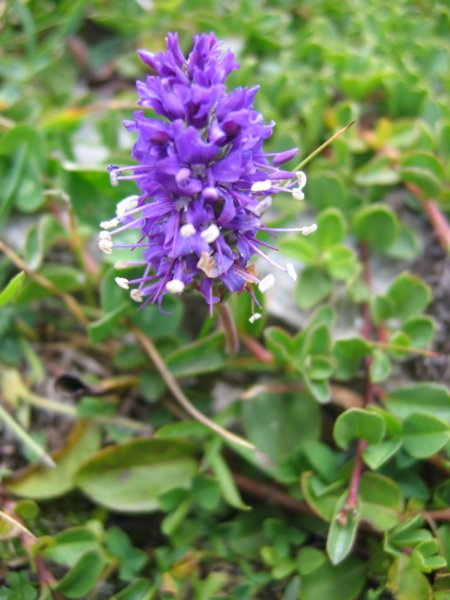
Véronique d'Allioni

### Écologie et habitat
Plante vivace poussant aux étages alpin et subalpin, entre 1 800 et 2 700 mètres d'altitude, (entre 1 500 et 2 900 m au Mercantour), sur sol acide ou basique. Elle apprécie les prés rocailleux secs à moyennement humides. Floraison en juillet et août.

### Morphologie générale et végétative
Plante herbacée glabre ou très faiblement velue, haute de 5 à 15 cm, à tige presque entièrement rampante. Feuilles opposées, sessiles ou à très court pétiole, finement dentées. De forme variable, elles sont le plus souvent ovales.

### Morphologie florale
Fleurs hermaphrodites en racèmes serrés portés par un assez long pédoncule érigé. Corolle en tube à quatre pétales bleu foncé, souvent avec des teintes violacées. Deux étamines et un style saillants. Pollinisation entomogame ou autogame.

### Fruit et graines
Le fruit est une capsule. Dissémination anémochore.